# Slalom Lake
Der Slalom Lake (russisch Озеро Слаломное Osero Slalomnoje, deutsch ‚Slalomsee‘) ist ein kleiner See auf King George Island im Archipel der Südlichen Shetlandinseln. Er liegt 400 m nördlich der Ardley Cove auf der Fildes-Halbinsel.
Der See findet sich in der Nähe der 1968 errichteten Bellingshausen-Station, deren Wissenschaftler die Benennung vornahmen. Das UK Antarctic Place-Names Committee übertrug die russische Benennung 1978 ins Englische.